# Prémio de Poesia Cesário Verde
O Prémio de Poesia Cesário Verde foi um prémio literário instituído pela Câmara Municipal de Oeiras, de forma a homenagear o poeta com o mesmo nome.
O prémio foi entregue anualmente a obras de poesia, de 1991 até 2005, quando foi extinto.

## Vencedores
- 1991 – José Jorge Letria com A sombra do rei-lua
- 1997 – António Cabrita com Carta de ventos e naufrágios
- 2001 – Nuno de Figueiredo com A única estação
- 2003 - Daniel Gonçalves com Um lugar onde supor o silêncio
- 2005 – Filipe Terreno com A perfeita ocupação do espaço; Nuno Júdice com O estado dos campos

Paula Guimarães  com " Os dias inúteis "